# トマス・ニューポート (初代トリントン男爵)

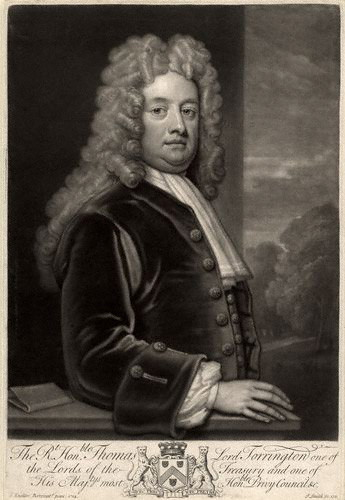
初代トリントン男爵トマス・ニューポート。1714年の肖像画に基づく1720年のメゾチント

初代トリントン男爵トマス・ニューポート（英語: Thomas Newport, 1st Baron Torrington PC、1655年頃 – 1719年5月27日）は、イギリスの法律家、政治家。ホイッグ党員として、1695年から1701年までイングランド庶民院議員を、1715年から1716年までグレートブリテン庶民院議員を務めた後、トリントン男爵に叙された。また、1675年から1716年までトマス・ニューポート閣下の儀礼称号を使用した。

## 生涯
初代ブラッドフォード伯爵フランシス・ニューポートとダイアナ・ラッセル（Diana Russell、第4代ベッドフォード伯爵フランシス・ラッセルの娘）の五男として、ハイ・アーコールで生まれた。1672年5月21日にオックスフォード大学クライスト・チャーチに入学、1678年にインナー・テンプルで弁護士資格免許を得た。1700年、インナー・テンプルの講師に就任した。
1695年イングランド総選挙でラッドロー選挙区から出馬して当選、同時にラッドローの自由市民（freeman）になった。1698年イングランド総選挙では最初は敗北したが、後に選挙申立により当選が宣告され、1699年3月1日に就任した。同1699年には関税局長官に任命され、1712年まで務めた。1701年1月イングランド総選挙ではウィンチェルシー選挙区で当選したが、選挙不正により市長が投獄され、2月27日に選挙の無効が宣告された。その後、次の1701年11月イングランド総選挙まで補選が行われず、ニューポートは11月の総選挙に出馬しなかった。
1715年イギリス総選挙でマッチ・ウェンロック選挙区から出馬、兄にあたる第2代ブラッドフォード伯爵リチャード・ニューポートの影響力もあり当選を果たした。同年には下級大蔵卿に任命され、1718年まで務めた。1716年6月20日、グレートブリテン貴族であるデヴォン州のトリントンのトリントン男爵に叙された。1717年3月30日、枢密顧問官に任命された。1718年3月に財務省出納官に任命され、1719年に死去するまで務めた。
1719年5月27日に死去、ロックシターで埋葬された。3度結婚したにもかかわらず子供を儲けることがなかったため、トリントン男爵の爵位は断絶した。生前に収集した絵画は兄リチャードが相続した。

## 家族
トリントン男爵は3度結婚したが、1度目の結婚相手はルーシー・アトキンス（Lucy Atkyns、1696年没、エドワード・アトキンスの娘）であり、彼女の死後の1700年7月22日にはペネロープ・メアリー・ブリッジマン（Penelope Mary Bridgeman、1705年没、初代準男爵オルランド・ブリッジマンの娘）と再婚した。ペネロープ・メアリーの死後、1709年7月8日にアン・ピアポント（Anne Pierrepont、ロバート・ピアポントの娘）と再婚した。